# 眼鏡猴
眼鏡猴科（Tarsiidae），也叫跗猴，是哺乳纲靈長目的一科，也是跗猴型下目目前仍生存的唯一科，其下共有3属约13种现存眼鏡猴。在欧亚非大陆都有本科的化石记录，但目前现存物种的分布范围仅限于东南亚的马来群岛上。

## 特征
体型小，身長約10公分；黄褐色体毛；眼睛很大而圆，甚至比腦容量還大，滿月般的大眼睛宛如戴著一幅眼鏡而得名；尾巴比身体长，近似體長的兩倍，末端有毛丛；指頭的前端鈍而圓扁，有吸盤般的功能，后肢第二、三趾為勾爪，餘為指甲；前肢短小強壯，後肢修長有力，適合跳躍前進；長相怪異，完全脫離猴子的形象，有趣的是牠的脖子短小，頭部可作180度的迴轉。

## 分类
过去跗猴类曾被归类为原猴類，但后来发现本科与类人猿的关系更亲近，因而将两者一起归入简鼻亚目。
过去本科物种都被归类于一个属——眼镜猴属，至2010年代才成立另两个属，如下：
- 菲律宾眼镜猴属（英语：Carlito_(genus)） 
  - 菲律宾眼镜猴（英语：Philippine tarsier）
- 西部眼镜猴属（英语：Cephalopachus） 
  - 西部眼镜猴（英语：Horsfield's tarsier）
- 眼鏡猴屬  Storr, 1780

## 習性
夜行性，白天在樹木的枝幹上睡覺，夜晚來臨時才開始活動。行進時像青蛙般跳躍，一次可躍1-2公尺，於原產地幾乎都是成對居住，每產一子。雖然不太懼怕人類，但極不易飼養，動物園中長期飼養成功的例子幾乎是零。由於異常珍奇，又是晝伏夜出，不易見其廬山真面目，因此自古就傳有許多有關的想像圖畫。

## 分布
一般分布於印尼、加里曼丹島、蘇門答臘島、菲律賓南部等東南亞島嶼；活動於樹林和竹林中。